# شركة مشاريع الكويت الاستثمارية لإدارة الأصول
شركة مشاريع الكويت الاستثمارية لإدارة الأصول (وتعرف أيضاً بكامكو- KAMCO) شركة كويتية مساهمة تأسست عام 1998 وهي تابعة لبنك الخليج المتحد والذي يعد الذراع الاستثمارية المصرفية التابع لشركة مشاريع الكويت القابضة (كيبكو). وتعد كامكو أحد أبرز الشركات الاستثمارية المتخصصة في مجال إدارة الأصول والخدمات المالية في الكويت ومنطقة الشرق الأوسط وشمال أفريقيا (MENA). وقد عملت الشركة على زيادة رأس مالها من 15 مليون دينار كويتي إلى 20 مليون دينار كويتي في شهر يونيو من العام 2003، كما تم إدراج أسهمها في سوق الكويت للأوراق المالية في شهر أكتوبر من العام نفسه.

## الدوائر الرئيسية
يتركز نشاط شركة «كامكو» في مجال ثلاثة دوائر رئيسية، وهم:
- دائرة إدارة الأصول: توفر هذه الدائرة الخدمات المالية التالية: تداول الأوراق المالية، التعامل بالمشتقات المالية، هيكلة المحافظ المالية واستشارات التوزيع الجغرافي للأصول، خدمات الوساطة المالية، إدارة المحافظ الاستثمارية وفقا للمتطلبات، الصناديق المشتركة، الوصول إلى الاكتتبات الأولية العامة والخدمات المرتبطة بالخصخصة والاستثمارات البديلة. ويوفر قسم إدارة الأصول الخاص بمنطقة الشرق الأوسط وشمال أفريقيا (MENA) فرصة مهمة للمستثمرين للدخول إلى الأسواق المالية في الكويت وسائر دول الشرق الأوسط. أما قسم إدارة الأصول العالمية، فهو يدير الأدوات الاستثمارية العالمية، التي تتواجد في أسواق المال العالمية، كما تشمل الخدمات الرئيسية في هذا القسم على المحفظة العالمية الخاصة" وهي أداة استثمارية تنشأ حسب رغبة المستثمر ووفقا لاحتياجاته الخاصة.
- دائرة الخدمات المالية والاستثمارية تشمل 4 محاور، الأول الاستثمارات المباشرة- وهي مسئولة عن الاستثمارات العائدة للشركة، تطوير المنتجات الإستراتيجية، طرح المنتجات التابعة- أما المحور الثاني وهو إدارة فرص الملكية الخاصة التي تم تأسيسها بهدف مواكبة النمو المتزايد في الطلب على الخدمات في الكويت والموجهة للاستثمار في الملكيات الخاصة في القطاعات الإقليمية والعالمية، من بينها الاتصالات، التكنولوجيا، العقار، الرعاية الصحية وشركات الخدمات التقليدية، في حين أن المحور الثالث يتمثل في إدارة المشاريع الإستراتيجية ويتركز نشاطها في تقديم رؤية للإدارة العليا لدى «كامكو» وذلك من خلال إجراء تحليل أداء لمختلف الشركات بهدف تعزيز التعاون مع إدارتها.

هذا وتمثل إدارة تمويل الشركات المحور الرابع ضمن دائرة الخدمات المالية والاستثمارية، وتقدم هذه الإدارة حزمة من الخدمات كالاستشارات حول الإستراتيجيات العامة للشركات، عمليات الدمج والاستحواذ، إعادة هيكلة الشركات، طرح وإدارة عمليات الاكتتاب في أسواق رأس المال وأسواق الدين. كما أنها تلعب دوراً مهماً في تمثيل العملاء بصفة بائع أو مشتري، والتفاوض بشأن الصفقات، وتقدم أيضا الخدمات الأساسية التي توفر دعماً للمستثمرين في اتخاذ قراراتهم الاستثمارية، عمليات التقييم والاستشارات القانونية وغيرها من العناصر، وذلك بما يضمن تنفيذ الصفقة وفقاً لأعلى المعايير المعتمدة في هذا المجال. وخلال الفترة الممتدة من منتصف العام 2001 وحتى شهر يونيو 2009، نجحت «كامكو» في تنفيذ 64 عملية تمويل لصالح عملائها، وبلغت إجمالي قيمتها التقديرية 2.55 مليار (مليار) دينار كويتي (أي ما يقارب نحو 9.04 مليار (مليار) دولار). 
- دائرة الاستشارات والبحوث الاستثمارية: توفر هذه الدائرة خدمات استثمارية واستشارية مهنية فريدة من نوعها بالإضافة إلى مجموعة واسعة من الخدمات والمنتجات والتي تتضمن تقييم الفرص الاستثمارية والأسهم المدرجة في سوق الكويت للأوراق المالية والأسواق الخليجية والعربية، إستراتيجية توزيع الأصول، وهيكلة المحافظ الاستثمارية والتقارير الاقتصادية وتوقعات أداء أسواق المال ومختلف التقارير الدورية والتي تلقي الضوء على آخر التطورات في الأسواق المالية.

تقدم هذه الخدمات من خلال إدارتين هما إدارة الاستشارات الاستثمارية وإدارة بحوث الاستثمار. توفر إدارة الاستشارات الاستثمارية مجموعة شاملة من الخدمات التي تتناسب مع أهداف واحتياجات العملاء المالية والتي بدورها تساعد في تعظيم العوائد وتخفيف المخاطر وكذلك الحفاظ على رأس المال المستثمر على المدى الطويل. كما تساعد الإدارة أيضاً عملائها من المؤسسات في تحقيق أهدافهم الاستثمارية وذلك من خلال توفير البحوث اللازمة والتحاليل الاستثمارية وانتقاء الأصول الملائمة. تقوم إدارة بحوث الاستثمار بتقديم سلة متنوعة من البحوث الاستثمارية والتي تتميز بالدقة والموضوعية والمهنية العالية حيث تتضمن تقييم وتحليل أداء الشركات المدرجة في أسواق الأسهم، التقارير الاقتصادية وتوقعات أداء أسواق المال، وتحليل أداء القطاعات بالإضافة إلى التقارير الدورية والتي تلقي الضوء على آخر التطورات في سوق الكويت للأوراق المالية وأسواق الخليج والمنطقة. 
كما تقدم الإدارة للمستثمرين ولعملاء الشركة قائمة كبيرة من البيانات المالية والفنية حول جميع الشركات المدرجة في سوق الكويت للأوراق المالية وكذلك الشركات المدرجة في بورصات الخليج والمنطقة. تقدم إدارة البحوث في كامكو للمستثمرين وعملاء الشركة مجموعة من المؤشرات (مؤشر كامكو الوزني للعائد الكلي) والتي تقوم بقياس أداء أسواق الأسهم الخليجية والقطاعات والأسهم المدرجة فيها. كما تقوم الإدارة بنشر تلك المؤشرات على الشبكات المالية المتخصصة (رويترز، بلومبرغ).

### الصناديق الاستثمارية
تدير «كامكو» مجموعة من الصناديق الاستثمارية المشتركة، من بينها صندوق السندات والعوائد المرتفعة، صندوق كامكو الاستثماري، صندوق الجازي النقدي، صندوق «كامكو» لخدمات الطاقة. كما يقوم فريق إدارة الملكية الخاصة لدى «كامكو» بإدارة صندوق الكويت لفرص الملكية الخاصة الذي يهدف للاستثمار في الشركات الخاصة في الكويت؛ وصندوق التعليم الكويتي الذي تم طرحه بالتعاون مع الشركة الوطنية للأوفست، والذي يهدف إلى تطوير قطاع التعليم في الكويت، ومحفظة صندوق الاستثمار الوطني للمشروعات الصغيرة والمتوسطة والذي يتم إدارته لصالح الهيئة العامة للاستثمار في الكويت.

## أحداث مهمة
- وكانت كامكو قد عُينت من قبل شركة مشاريع الكويت (القابضة) كيبكو، مستشاراً حصرياً لعمليات الاستحواذ التي تنوي كيبكو تنفيذها وتصل قيمتها إلى نحو 100 مليون دينار كويتي، وفقًا لبرنامجها الجديد لدعم الاقتصاد الوطني، وذلك من خلال شراء أصول من الشركات المحلية التي تظهر نمواً ملحوظاً، على ان تتم عملية الاستحواذ إما نقدًا أو من خلال مبادلة للأصول أو من خلال الاكتتاب في زيادات رأس المال
- أطلقت شركة مشاريع الكويت الاستثمارية لإدارة الأصول «كامكو» «صندوق كامكو لخدمات الطاقة»، ويعد هذا الصندوق الأول من نوعه في الشرق الأوسط، ويعرض الأسهم المدرجة وغير المدرجة، وبالتالي يزيد من معدل سيولة الصندوق.
- كما لعبت «كامكو» دور المستشار لصالح شركة مشاريع الكويت (القابضة) «كيبكو»، في عملية بيع ما نسبته51 % من الشركة الوطنية للاتصالات الكويتية (وطنية تيليكوم) لصالح شركة كيوتل القطرية، في صفقة بلغت قيمتها نحو 1.075 مليار دينار كويتي (3.72 مليار دولار أمريكي)، وهو ما يمثل أكبر عملية اندماج في القطاع الخاص وأضخم صفقة شراء في منطقة مجلس التعاون الخليجي حتى الآن.
- من جهة أخرى ساهمت «كامكو» بالتعاون مع بنك برقان في توفير كافة التسهيلات لافتتاح غرفة التداول للمعاملات المالية، في كلية العلوم الإدارية في جامعة الكويت، وهي تعد الأولى من نوعها على مستوى الكويت من حيث اعتمادها طريقة مشابهة لتلك المعتمدة من جانب رويترز.
- أما على مستوى الجوائز، فقد كانت «كامكو» ضمن القائمة المختصرة للشركات الإقليمية المتخصصة في مجال إدارة الأصول والمرشحة لجائزة «بانكر ميدل أيست» الشرق الأوسط لجائزتها السنوية للعام 2009، حيث يتم تقييم أداء الشركات من قبل هيئة تحكيم من ذوي الخبرات والكفاءات العريقة والمعروفة محلياً وعالمياً، وتضم خبراء اقتصاديون وشركات تصنيف مالي وائتماني عالمية إضافة إلى استشاريين ومحللين ماليين واقتصاديين. مع الإشارة إلى ان «كامكو» كانت الشركة الوحيدة من الكويت المرشحة لمثل هذه الجائزة.
- كما فازت «كامكو» بجائزة أفضل موقع مالي في الكويت والممنوحة من قبل جائزة سمو الشيخ سالم العلي الصباح للمعلوماتية.
- بالإضافة إلى ذلك سبق للشركة انأن فازت بالجائزة الذهبية في حفل توزيع جائزة الكويت للإبداع الإعلاني العربي 2006 عن إعلانها التلفزيوني التجاري المعروف تحت اسم «بو راشد»، وذلك ضمن فئة المصارف وشركات الاستثمار.